# Inter Press Service
A Inter Press Service (IPS) é uma agência de notícias internacional, fundada em 1964 com o propósito de fornecer notícias sobre o Terceiro Mundo aos veículos de imprensa do Primeiro Mundo e dos próprios países subdesenvolvidos. A iniciativa partiu do jornalista italiano Roberto Savio e do cientista político argentino Pablo Piacentini, no âmbito das discussões sobre a NOMIC e o desequilíbrio nos fluxos internacionais de informação.
A redação central da IPS é sediada em Roma e os escritórios regionais ficam em Montevidéu (América Latina), Londres (Europa e Mediterrâneo), Bangcoc (Ásia e Pacífico), Nova York (América do Norte e Caribe) e Johannesburgo (África). Em 1994, a agência mudou seu estatuto jurídico e passou a ser uma "organização de benefício público". Savio foi diretor-geral da agência até 1999, quando passou ao posto de presidente emérito. Piacentini atualmente trabalha como editor do serviço de colunistas.
Desde 2003, a editora-chefe da IPS é a jornalista Miren Gutiérrez.
De acordo com o website da própria agência, o objetivo primaz da IPS era

"preencher o vácuo de informação entre a Europa e a América Latina após a turbulência que se seguiu à revolução cubana de 1959. A rede da agência cresceu rapidamente e se expandiu até incluir a Ásia e a África. Os objetivos se ampliaram — cobrir notícias do 'Terceiro Mundo', dar voz aos sem-voz, promover informação sobre questões de desenvolvimento e ajudar a criar um maior equilíbrio e fluxo internacional de notícias."
A política editorial da IPS  afirma que a agência, ao contrário das concorrentes tradicionais, não se pretende a fornecer informações "em tempo real" aos seus clientes, mas sim coberturas aprofundadas com análises e reportagens investigativas.
Atualmente, a IPS produz cerca de 30 reportagens e análises por dia, originalmente em espanhol, inglês e francês e oferece uma seleção de traduções para sueco, italiano, alemão, suaíle, português, holandês, árabe, finlandês e japonês. Para isso, conta com uma rede de 400 jornalistas em 330 localidades dos cinco continentes.
O serviço online está disponível em espanhol e em inglês.
Além disso, a IPS tem outros serviços informativos especializados, como o TerraViva, que é uma família de publicações independentes.